# LRRC20
LRRC20 (англ. Leucine rich repeat containing 20) – білок, який кодується однойменним геном, розташованим у людей на 10-й хромосомі. Довжина поліпептидного ланцюга білка становить 184 амінокислот, а молекулярна маса — 20 509.
| 10         |  | 20         |  | 30         |  | 40         |  | 50         |
| ---------- |  | ---------- |  | ---------- |  | ---------- |  | ---------- |
| MLKKMGEAVA |  | RVARKVNETV |  | ESGSDTLDLA |  | ECKLVSFPIG |  | IYKVLRNVSG |
| QIHLITLANN |  | ELKSLTSKFM |  | TTFSQLRELH |  | LEGNFLHRLP |  | SEVSALQHLK |
| AIDLSRNQFQ |  | DFPEQLTALP |  | ALETINLEEN |  | EIVDVPVEKL |  | AAMPALRSIN |
| LRFNPLNAEV |  | RVIAPPLIKF |  | DMLMSPEGAR |  | APLP       |  |            |

A: Аланін

C: Цистеїн

D: Аспарагінова кислота

E: Глутамінова кислота

F: Фенілаланін

G: Гліцин

H: Гістидин

I: Ізолейцин

K: Лізин

L: Лейцин

M: Метіонін

N: Аспарагін

P: Пролін

Q: Глутамін

R: Аргінін

S: Серин

T: Треонін

V: Валін

Кодований геном білок за функцією належить до фосфопротеїнів. 
Задіяний у такому біологічному процесі, як альтернативний сплайсинг. 